# أندرو فارمر
أندرو فارمر (بالإنجليزية: Andrew Farmer)‏ هو محامي وسياسي أمريكي، ولد في 17 ديسمبر 1979. حزبياً، نشط في الحزب الجمهوري. وقد انتخب عضو مجلس نواب تينيسي.